# Herbert Grommes
Herbert Grommes (Schönberg, 6 september 1965) is een Belgisch Duitstalige politicus voor de CSP.

## Levensloop
Van opleiding licentiaat in de rechten aan de UCL en het Institut Saint-Louis en licentiaat tolk aan het Institut libre Marie Haps, ging Herbert Grommes als jurist-tolk aan de slag voor een investeringsfonds in Luxemburg, alvorens hij in 1994 de verantwoordelijke werd van de juridische dienst van de investeringsfondsen van een grote Franse bank. Ook was hij als attaché verbonden aan het kabinet van toenmalig vice-eerste minister Melchior Wathelet.
In oktober 1994 werd Grommes voor de CSP verkozen tot gemeenteraadslid van Sankt Vith. In 2008 werd hij er schepen, om na de gemeenteraadsverkiezingen van oktober 2012 eerste schepen te worden, bevoegd voor Handel, Erediensten, Water, Werk, Energie en Financiën. Hij bleef dit ambt vervullen tot eind 2018 en is sindsdien burgemeester van de gemeente.
In mei 1995 werd Grommes tevens verkozen in het Parlement van de Duitstalige Gemeenschap en bekleedde dit mandaat tot in juni 2004. Bij de verkiezingen die maand werd hij zowel verkozen in het Parlement van de Duitstalige Gemeenschap als in het Waals Parlement, op de cdH-lijst in het arrondissement Verviers. Grommes opteerde voor zijn mandaat in het Waals Parlement en legde er de eed af in het Duits, waardoor hij niet in het Parlement van de Franse Gemeenschap mocht zetelen. Wel mocht hij als lid met raadgevende stem de vergaderingen in het Parlement van de Duitstalige Gemeenschap bijwonen. In het Waals Parlement werd Grommes lid van de commissies Ruimtelijke Ordening, Transport, Energie en Huisvesting. 
In juni 2009 werd hij vanop de tweede plaats van de cdH-lijst niet herkozen in dit parlement, al werd hij wel opnieuw rechtstreeks verkozen in het Parlement van de Duitstalige Gemeenschap, waar hij ditmaal tot eind 2018 bleef zetelen. Grommes nam toen ontslag om zijn ambt als burgemeester op te nemen. Grommes combineerde zijn parlementair mandaat in de Duitstalige Gemeenschap tussen 2010 en 2014 met een functie op Waalse ministeriële kabinetten. Tussen 2010 en 2012 was hij als deskundige verbonden aan de kabinetten van Benoît  Lutgen en Carlo Di Antonio, de toenmalige Waalse ministers van Landbouw, Openbare Werken, Landelijkheid, Natuur, Bossen en Patrimonium, en van 2010 tot 2014 was hij eveneens deskundige op het kabinet van André Antoine, in die tijd Waals viceminister-president en minister van Begroting, Financiën, Werk, Opleiding en Sport.